# 仙人台信号場
仙人台信号場（せんにんだいしんごうじょう）は、神奈川県足柄下郡箱根町宮ノ下の小田急箱根鉄道線（箱根登山電車）大平台駅 - 宮ノ下駅間に設置されている信号場である。

## 概要
2線の構造を持つ列車交換のための信号場。昼間時は全列車、交換を行わないが、交換を行わない場合も必ず一旦停車する。
なお、箱根登山鉄道の表示看板やパンフレットでは各駅・信号場の標高が示されており、かつては410 mと表記されていたが、2013年の再調査で398 mに訂正されている。

## 歴史
- 1919年（大正8年）6月1日：小田原電気鉄道鉄道線開通時に開業。

## 隣の駅
小田急箱根
 鉄道線（箱根登山電車）
大平台駅 (OH 53) - （上大平台信号場） - （仙人台信号場） - 宮ノ下駅 (OH 54)